# Чемоданы Тульса Люпера
«Чемоданы Тульса Люпера» (англ. Tulse Luper Suitcases) — мультимедийный проект Питера Гринуэя, который, как первоначально задумывалось, должен был состоять из трех полнометражных фильмов, 16-серийного телесериала и 92 DVD-дисков, а также веб-сайтов, компакт-дисков и книг.
Три полнометражные ленты были сняты в 2003—2004 годах. Две книги, «Тульс Люпер в Турине» и «Тульс Люпер в Венеции», были опубликованы в 2002 и 2004 году соответственно.

## Структура

### Фильмы
- «Чемоданы Тульса Люпера: Моавитская история» (2003)
- «Чемоданы Тульса Люпера: Антверпен» (2003)
- «Чемоданы Тульса Люпера: Из Во к морю» (2004)
- «Чемоданы Тульса Люпера: От Сарка до конца» (2004)
- «Жизнь в чемоданах» (2005)

### Книги
- «Золото» (2002)
- «Тульс Люпер в Турине» (2002)
- «Тульс Люпер в Венеции» (2004)
- «Тульс Люпер в Риме» (не опубликована)

## В ролях
| Актёр                | Роль               |
| -------------------- | ------------------ |
| Джей Джей Филд       | Тульс Люпер        |
| Каролин Даверна      | Пэшн Хокмайстер    |
| Валентина Черви      | Сисси Колпитц      |
| Жорди Молья          | Ян Пальмерион      |
| Рэймонд Дж. Барри    | Стефан Фигура      |
| Мишель Бернье        | Софи ван Остерхёйс |
| Скот Уильямс         | Перси Хокмайстер   |
| Дебора Харри         | Фастидьё           |
| Стивен Маккинтош     | Гюнтер Зелоти      |
| Наим Томас           | Геркуль            |
| Найджел Терри        | Сезам Исав         |
| Йорик ван Вагенинген | Джулиан Лефреник   |
| Джек Вутерс          | Эрик ван Хойтен    |
| Энрике Алькидес      | Ганс Хайнер        |
| Нило Мур             | Пип                |
| Том Бауэр            | Шериф Том Фендер   |
| Барбара Тарбак       | Ма Фендер          |

и другие.

## Сюжет
Гринуэй описывал данный проект как «персональная история урана» и «автобиография профессионального узника». Основой структуры проекта являются 92 чемодана, по непроверенным данным принадлежащие Люперу; 92 является как атомным номером урана, так и числом, использованным Гринуэем в организационной структуре его ранней работы «Падения». Каждый чемодан содержит объект, «представляющий мир», который продвигает или комментирует происходящую историю в некотором ключе, хотя во многих случаях содержимое представляет собой больше метафору, чем реальное указание.